# Saint-Jouin-lès-Faye
Pour les articles homonymes, voir Saint-Jouin (homonymie).
Saint-Jouin-lès-Faye est une ancienne commune française du département d'Indre-et-Loire. Elle n'a connu qu'une brève existence : avant 1794, la commune est supprimée et rattachée à Faye-la-Vineuse.

## Source
- Des villages de Cassini aux communes d'aujourd'hui, « Notice communale : Saint-Jouin-lès-Faye », sur ehess.fr, École des hautes études en sciences sociales.